# Zdziechowa
Zdziechowa is een plaats in het Poolse district  Gnieźnieński, woiwodschap Groot-Polen. De plaats maakt deel uit van de gemeente Gniezno en telt 750 inwoners.

## Verkeer en vervoer
- Station Zdziechowa